# Lu Jiawen
Lu Jiawen (* 19. August 2002) ist eine chinesische Leichtathletin, die sich auf den Hochsprung spezialisiert hat.

## Sportliche Laufbahn
Erste internationale Erfahrungen sammelte Lu Jiawen bei den U20-Weltmeisterschaften 2018 in Tampere, bei denen sie mit 1,77 m in der Qualifikation ausschied. Im Jahr darauf siegte sie bei den Jugendasienmeisterschaften in Hongkong mit neuem Meisterschaftsrekord von 1,83 m und wurde bei den Asienmeisterschaften in Doha mit übersprungenen 1,80 m Vierte. 2022 siegte sie mit 1,91 m beim "Filahtlitikos Kallithea" und anschließend schied sie bei den Weltmeisterschaften in Eugene mit 1,75 m in der Qualifikationsrunde aus. Im Jahr darauf belegte sie bei den Asienmeisterschaften in Bangkok mit 1,83 m den vierten Platz und 2024 gewann sie bei den Hallenasienmeisterschaften in Teheran mit 1,83 m die Bronzemedaille hinter der Kasachin Jelisaweta Matwejewa und ihrer Landsfrau Shao Yuqi.

## Persönliche Bestleistungen
- Hochsprung (Freiluft): 1,92 m, 21. September 2021 in Xi’an
  - Hochsprung (Halle): 1,75 m, 30. Januar 2019 in Otrokovice